# 쇄골
빗장뼈(영어: clavicle, collarbone) 또는 쇄골(鎖骨)은 상지대를 구성하는 뼈 중 하나이다. 쇄골을 뜻하는 영어 단어 clavicle은 'little key'(작은 열쇠)를 의미하는 라틴어 clavicula에서 유래하였다. 팔을 밖으로 뻗을 때 쇄골이 열쇠가 돌아가듯 움직이기 때문이다. 그리고 어깨를 구성하는 삼중 요소에 해당하는 뼈 중 하나이다.

## 설명
쇄골은 인간의 골격계 중 팔이음뼈를 구성한다. 또 쇄골은 인간의 어깨를 구성하는 삼중 요소에 해당하는 뼈 중 하나인데 '쇄골' 자체가 상완골을 상하좌우로 움직이기 위해 존재하는 것이다.
또 쇄골이 골절 되거나 부상을 당할 경우 팔을 자유롭게 움직이지 못하며 엄청난 고통이 있다. 또 해당 연구 결과를 토대로 추론 해보면 만일 쇄골과 견갑골이 존재하지 않을 경우, 인간은 애초에 팔을 사용하지 못 했을 뿐더러 이족보행만으로 살아갈 수는 없을 것이다.

## 쇄골의 성장판
인간의 골격계에 포함된 성장판 중에서 가장 늦게 골화 과정이 일어나는 뼈이며, 다른 말로는 가장 늦게 성장판이 닫히는 뼈이다. 고생물학에선 과거 인류의 뼈를 발굴 할 때 쇄골이 발굴되었을 경우에 연대기를 추정을 하는 데 사용되는 뼈 중 하나이다.

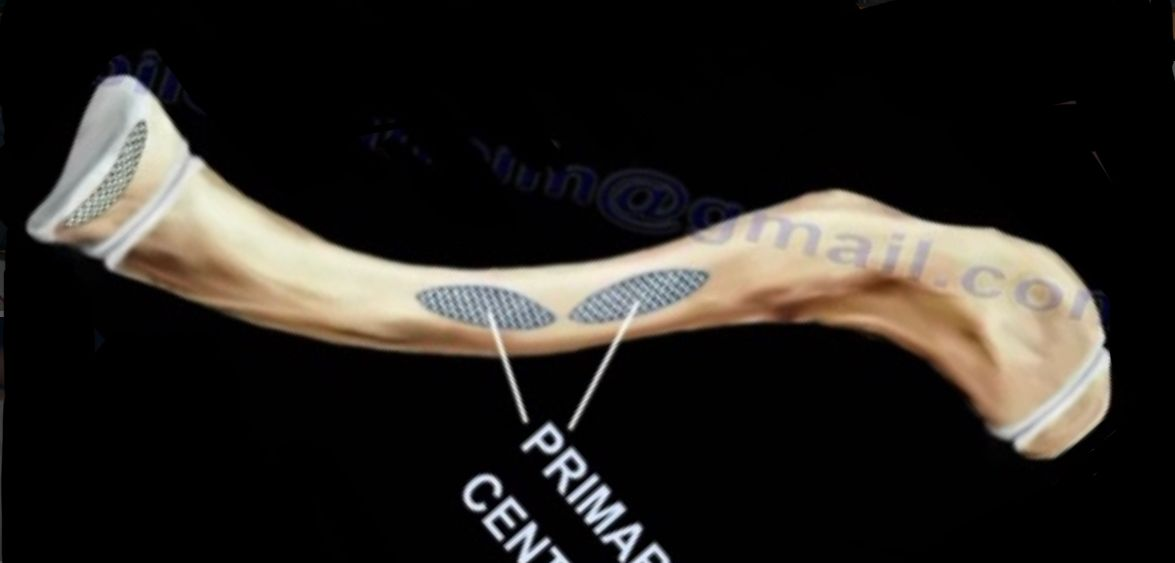
쇄골의 성장판의 위치이다. 각각 양쪽 말단 부위에 성장판이 위치 해있다.

인간의 쇄골은 평균적으로 만 24~25세 정도까지 성장한다.
쇄골 성장 요인은 유전적 요인과 후천적 요인으로 분류되는데 유전적 요인이 매우 크게 작용하고 키보다 더 큰 요인으로 작용한다. 다만 후천적인 요인으로 길이를 인위적으로 연장할 수는 있지만, 쇄골과 견갑골의 길이 및 크기에 따라 팔 관절의 크기도 달라지는데 팔 관절의 크기는 유전적으로 쇄골과 견갑골의 길이 및 크기에 맞춰져 융합이 되어있기에 이것을 인위적으로 길게 만들면 자칫하여 팔을 못 쓰게 될 수도 있다.
한국이 일본에게서 독립 이후 쇄골 길이의 유의미한 변화가 있는지 연구를 하였는데 키와 다르게 쇄골 길이는 과거 해방 전과 지금 현재 한국인의 쇄골 길이의 평균이 비슷했다고 하니 이걸 반대로 설명하면 키가 작은 사람인데 쇄골이 긴 사람이 있을 수도 있고 키가 큰데 쇄골이 짧은 사람이 있을 수도 있다. 이와 같이 키처럼 쇄골 길이도 사람마다 다르다.
또 쇄골 성장판은 개개인에 따라 활성화 정도 및 길이가 다르다. 보통 인간의 키가 만 10세 기준 연간 5~6cm 정도 자랄 동안 쇄골 길이는 0.78cm 정도 자란다. (#나이별 쇄골 평균 길이 문단 참조)
즉 평균적으로 쇄골이 1cm 자라는데에는 인간의 성장기를 기준한 시간으로 엄청나게 걸린다는 말이다. 그런데도 불구하고 만약 쇄골이 긴 사람이 보이면 아마 그건 다른 사람보다 유전적으로 쇄골 뼈 성장판의 활성화 정도가 매우 높거나 태어날 때부터 긴 쇄골을 소유하고 태어났다고 볼 수 있지만 대부분 쇄골 성장판의 활성화 정도는 비슷하다. 즉 태어날 때부터 쇄골이 형성 되는 시기에서 유전적으로 쇄골 길이가 결정 된다는 뜻이다.
남자는 2차 성징이 시작되는 시기와 끝나는 시기에 많이 길어지고 여자는 2차 성징이 시작되면 성장이 잘 진행되지 않는다. 대신 여자는 2차 성징이 시작되면 골반이 급격하게 성장, 성숙을 하며 벌어진다. 현재 쇄골 뼈 자체를 관여하는 가장 유력한 유전자 인자는 BMP-2, BMP-6, TGRF-1 등이 꼽히고 있다.

## 어깨 너비와의 상관성
쇄골 길이는 어깨 너비와 관련이 있다. 즉 쇄골의 길이가 길어지면 어깨도 넓어진다.
참고로 통상적인 쇄골 길이는 어깨 너비에서 무려 83.4%를 차지한다. 참고로 이 기준은 말 그대로 '어깨 너비'라고 서술 했으니 양쪽 어깨의 양쪽 쇄골 길이를 뜻한다. 나머지 12.4%는 견봉, 4.2%는 쇄골과 쇄골 사이에 있는 빈 공간이다.
단 '통상적'이라고 했으니 사람마다 각각 차지 하는 비율이 다르다는 것이다. 예를 들자면 같은 키여도 다리 길이가 천차 만별이듯이 어깨 뼈 너비를 차지하는 각각의 뼈 비율이 사람마다 다르다고 하니 견봉의 길이, 견갑골의 크기도 어느정도 고려해야 한다.
그러니 쇄골이 짧더라도 어깨는 근력 운동을 통해 충분히 넓힐 수 있다. 물론 근성장 속도에 따라 다르지만 커질 수 있는 최댓값은 정해져 있다.

## 키와의 관련성
쇄골의 길이는 키와 관련성이 있긴 있다. 다만 그렇게 유의미한 차이는 없다.

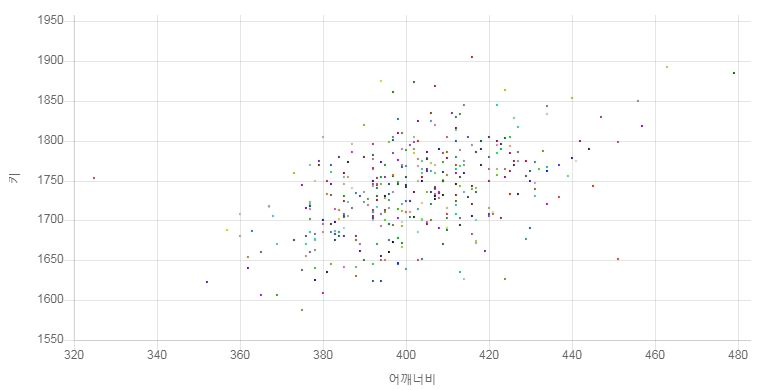
어깨 너비(쇄골 길이)와 키의 상관관계

해당 그래프는 완전한 너비 골격(쇄골, 견갑골, 견봉)의 성장이 끝난 25-29세를 대상으로 표본 자료를 연구한 것이다.
해당 표에서 {\displaystyle x}축은 어깨 너비를 뜻하고, {\displaystyle y}축은 키를 뜻한다. 표에서도 보았듯이 어깨 뼈 너비의 분산이 큰 것을 알 수 있다. 또 {\displaystyle R^{2}}의 값이 0.300 (30%)를 넘으면 통계학적으로 유의미하다고 볼 수가 있는데 {\displaystyle R^{2}}= 0.22이므로 관련성이 없다고 볼 수 있다. 여기서 {\displaystyle R^{2}} 값은 결정계수를 뜻한다.(윗 사진 참조)
키와 어깨 너비의 상관관계가 통계학적 무의미 하다는 것을 좀 더 실감 있게 이해하기 위해 유의미한 차이가 큰 앉은 키와 키의 대한 상관관계를 그래프로 나타낸 것과 대조 해보겠다. (아래 사진 참조)

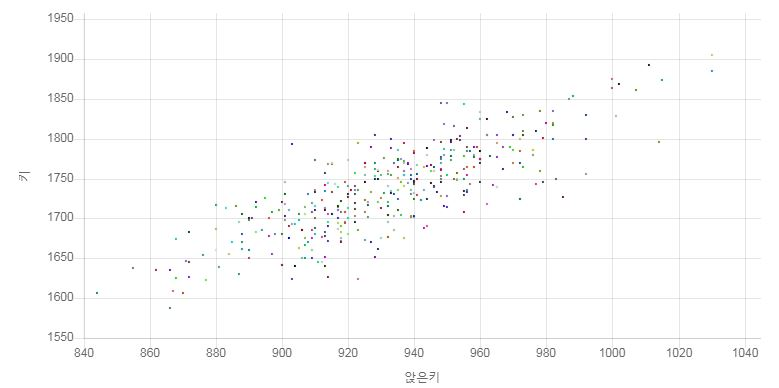
앉은 키와 키의 상관관계

우선 분포도에서부터 차이가 보인다. 어깨 너비(쇄골 길이)는 키와의 분포도에서 넓게 분포된 경향을 보였으나 반대로 앉은 키와 키의 그래프는 분포도가 좁게 분포 되어 있는 것이 보인다. 이는 키와의 상관관계를 따질 때 어깨 너비는 표준편차가 적고, 앉은 키는 표준편차가 높다는 것이다.
실제로 앉은 키의 키와의 {\displaystyle R^{2}} 값이 0.645로 쇄골 길이와 확실히 상반되는 값이다. {\displaystyle R^{2}}이 0.300을 훨씬 넘는 0.645이니 키와 어깨 너비(쇄골 길이)의 {\displaystyle R^{2}}(0.22)과 비교를 해보면 차이가 너무 크다.
결론: 상관계수 값이 0.30 미만인 0.22가 나왔으므로 통계학적 무의미한 수치이긴 하나 22% 정도 관여를 하니 어깨 뼈 너비와 키는 관련성이 아예 없는 건 아니지만 거의 없다고 봐야 한다.
참고로 쇄골 길이가 키 대비 과거 대비 큰 변화가 없는 것은 유전적 요인이 크기 때문이다. 키에 경우는 과거에는 영양분을 제대로 섭취를 못 할 시대였고 현대 사회 대비 환경이나 위생들도 극심하게 뒤떨어졌었다고 하니 환경 영향이 클 수 밖에 없기에 키는 어느정도 후천적 요인이 있다고 볼 수 있는데 그와 반대로 쇄골 길이는 통계학적 유의미한 차이가 없다고 하니 쇄골은 성장을 할 때 후천적 요인에 거의 영향을 받지 않는 몇 안되는 뼈라는 소리다.
또 '키'라는 것은 족골->경골과비골->대퇴골->골반->요추->흉추->경추->두개골로 이루어진 집합체를 '키'라고 정의한다. 이 정도의 뼈의 수와 뼈의 성장판 형성 및 분포가 골고루 되어야 하는데 이에 영양분을 공급 시키기 위해선 사지 말단 부위로 고루 퍼져야 하는데 영양 공급이 원활 하지 않으면 연골 세포 분열이 정상적으로 진행되지 않을 수 있다. 그래서 키가 후천적 요인이 2~30%가량 적용하는 것이다. 나머지는 유전이다.
그리고 이건 여담이지만 기성 세대가 통상적으로 같은 키라고 쳐도 얼굴이 크고 다리가 짧은데 그 이유는 바로 혈관 및 장기들이 상체에 주로 분포 해있고 영양분 공급이 최대로 가기 때문이다.

## 나이 별 쇄골 길이 평균
어깨 너비 중 한 부분의 쇄골 길이를 나이별로 평균을 나타낸 것이다. 한국 나이가 아닌, 만 나이 기준이다.
참고로 쇄골 길이, 두께, 둘레와 같은 것들은 유일하게 인종 간 차이가 없다. 다만 표준편차는 예외이다.
한국의 경우 평균은 0.2cm 차이로 통계학적 무의미한 수치지만 표준편차가 타인종에 비해 적다고 한다. 이를 백분위로 나타냈을 때 표준편차에 따라 상위 1% or 하위 1% 차이가 크다는 것인데 이해하기 쉽게 설명하자면 표준편차가 적을 수록 상위1% or 하위1% 차이가 작다는 것이고, 표준편차가 클 수록 상위 1% or 하위 1%의 차이가 크다는 것이다. 한국의 경우 표준 편차가 백인과 흑인 대비 적다.
우선 해당 공식을 유도하는 것을 배제하고 표준 정규분포로 나타나면 공식은 다음과 같다.
{\displaystyle Z={\frac {X-\mu }{\sigma }}}
여기서 X는 변수, {\displaystyle {\mu }}는 평균, {\displaystyle {\sigma }}는 표준편차를 뜻한다. 이 공식을 사용해 변수에 해당하는 쇄골 길이가 상위 또는 하위 몇 %인지 정규분포표를 통해 얻을 수 있다. 참고로 저기에 보인는 '최댓값'은 성별 및 나이 별로 평균을 냈는데 그 중에서 가장 긴 쇄골의 최대 측정 값인 것이다. 최대 값에 해당하는 쇄골 길이 대부분이 평균 대비 상위 0.5321212%이니 이를 키로 환산하면 한국 기준 190.36cm 정도 된다.

## 골절
쇄골은 인간의 뼈대 중에서 골절이 가장 많이 일어나는 뼈다. 운이 없을 경우 그냥 넘어지기만 해도 부러지는 경우가 있을 정도로 골절이 자주 일어난다.
골절이 일어날 경우 치유 되는데 걸리는 시간은 나이, 골절 위치 및 골절 조각 수와 같은 여러 요인에 따라 달라진다고 하고 골절이 일어 났는데 조각으로 갈라진 쇄골 골절이 조각이 적은 골절보다 회복 하는 데에 더 오래 걸린다는 징후가 있다. 대게 소아 (8 세 미만)의 쇄골 골절은 4 ~ 5 주 내에 치유 될 수 있으며 청소년의 경우는 쇄골 골절이 일어나면 완전히 회복 하는데에 6 ~ 8 주가 소요 되고, 성장을 멈춘 성인이나 성장을 일찍 멈춘 청소년의 골절은 치유하는 데 보통 10 ~ 12 주가 걸린다고 하는데 실제론 이보다 더 오래 걸릴 수도, 적게 걸릴 수도 있고 대부분의 쇄골 골절은 성인의 경우 4 개월이 지나면 완전히 치유된다.
쇄골 골절이 일어나면 팔을 자유롭게 움직일 수 없다고 한다.
쇄골 골절은 보통 육안으로도 확연히 감지 할 수 있는데, 정밀 검사를 위해 X-ray 또는 MRI를 통해 우선 골절 여부를 좀 더 자세하게 확인 한다. 그 후 여러 타입에 속하는 골절들을 분간할 수 있는데 (쇄골 골절 타입 문단 참조.)

### 증상
다음은 쇄골이 골절 되었을 때 증상을 나타낸 것이다. 대표적인 증상은 쇄골이 부러 졌을 때 딱딱 거리거나 갈리는 소리가 날 수가 있고 심한 경우 뼈의 말단 부위 한쪽 끝이 피부를 뚫을 수 있고, 팔을 상하좌우로 자유롭게 움직이지 못하며 어깨를 사용하지 못한다.
쇄골 골절로 인한 증상들은 다음과 같다.
- 쇄골 자체의 엄청난 고통.
- 부상 부위 또는 주변의 붓기에 해당하는 압통.
- 피부에 멍이 든다.
- 뼈가 조직과 피부를 손상시킨 경우 내부 출혈 발생.
- 팔의 신경이 손상되어서 무감각 반응.
- 부러진 쇄골이 더 이상 어깨와 팔을 지지 해주지 않기 때문에 어깨가 팔의 무게에 따라 하강하면서 앞으로 기울어 질 수 있음.

### 치료
학회에서 제공하는 가이드 라인에서는 수술적 방법과 비수술적 방법으로 나뉘는데 먼저 비수술적 방법의 경우 단순하게 골절이 되었거나 금이 간 경우를 말한다. 8자형 붕대,를 4~6주간 유지하는 정도가 있다.
수술적 방법으로는 쇄골 골절 타입에 따라 다르지만 수술이 필요한 골절로는 뼈가 붙지 않아 통증이 지속되는 불유합, 어긋한 골절편이 피부를 뚫을 것 같은 정도로 튀어나오는 경우, 신경 혈관이 같이 다치는 경우, 골절의 어긋남이 심하여 불유합이 예상되거나 쇄골의 원위부 골절이 어긋난 경우, 조기에 팔을 사용해야 하는 운동 선수들과 같은 경우 등 여러 의학적 진단 및 사적 요인으로 인해 수술 치료가 적용이 될 수가 있다.
수술을 하는 방법은 우선 골절 피부를 절개 후 골절 된 부위와 부위를 끼워 맞춘다. 그 후 철심을 박아 연장을 시켜 서로 고정을 해준다. 그 후 팔자 붕대를 이용해 고정을 시킨다. 수술적 치료는 이렇게 한다. 참고로 쇄골이 있는 위치는 구조상 깁스를 할 수 없는 구조이다. 그래서 따로 어깨를 움직이지 못하게 하기 위해 고정 역할을 해주는 '팔자 붕대'를 이용하는 것이다. 수술 후 성인 기준 2개월이 지나면 철심을 제거를 한다.

### 골절 분류
쇄골 골절은 I형, IIA형, IIB형, III형, IV형, V형으로 분류된다. (그림 참조)

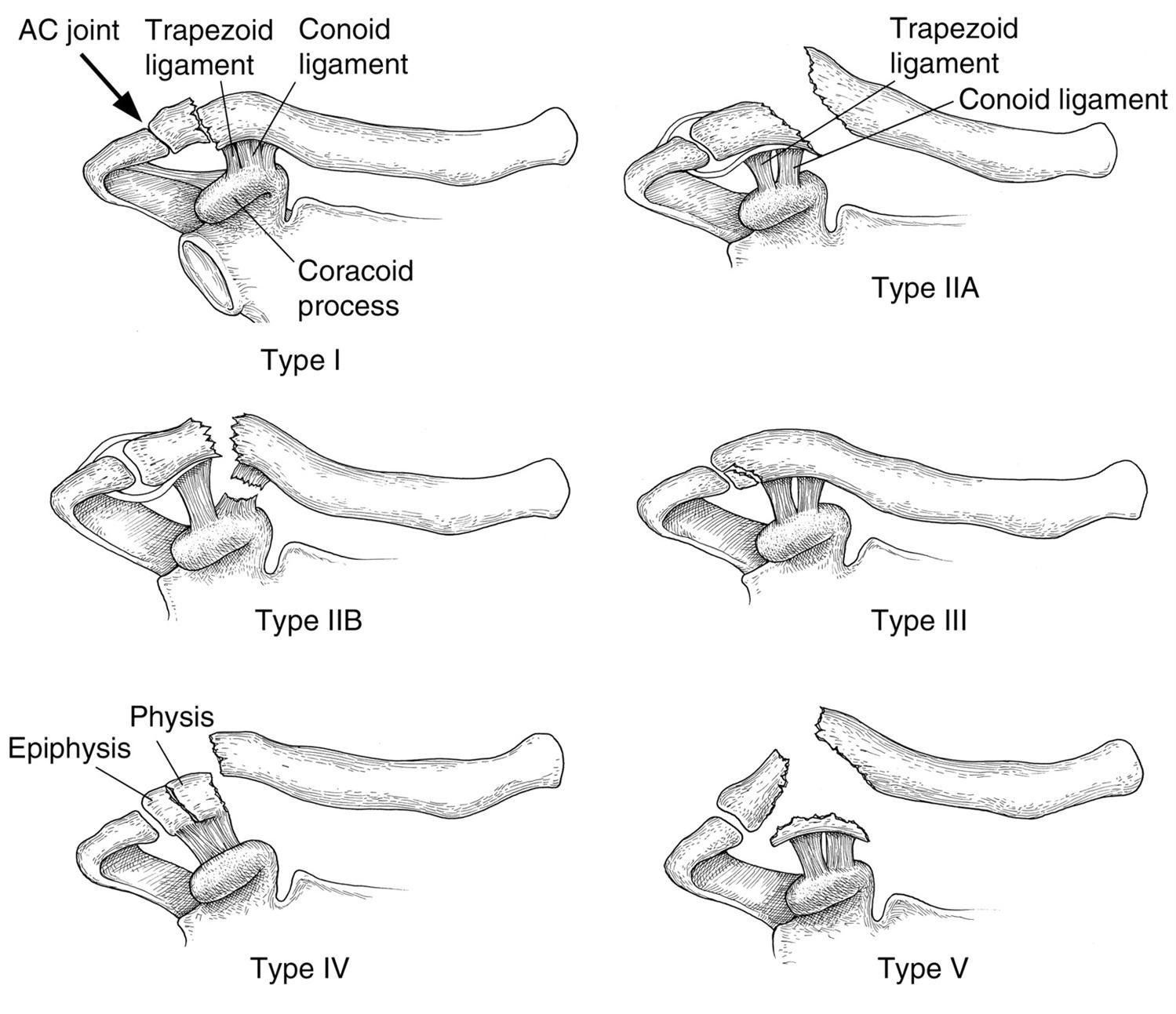

쇄골 골절 타입은 분류가 되는데 그중 대표적인 타입들이다.
- I형
  - CC 인대 측면에서 발생하는 관절 외 골절.
  - 원추형인 형태이고 훼골 인대가 그대로 유지됨.
  - 안정적인 형태로 골절이 되어 비수술 치료.

- IIA형
  - CC 인대 내측에서 발생함.
  - 원뿔 및 사다리꼴 인대는 온전한 상태로 유지됨.
  - 심각한 내측 쇄골 변위가 있음.
  - 불안정한 경우가 대다수며 비수술로 관리시 골 불유합 확률이 최대 56%에 다다르기에 수술을 진행 함.

- IIB 형
  - 특별한 골절 패턴 없음
  - 주로 CC 인대 사이에 골절이 발생하며 뼛 조각이 피부를 뚫은 개방성 골절임.[20]
  - 쇄골 견봉 관절 인대가 손상되지 않음.
  - CC 인대 옆에 골절이 발생하고, 훼골 인대가 찢어지고 원뿔형 인대 파열.
  - 매우 중요한 내측 쇄골이 탈구 됨.
  - 대개 해당 타입에 속한 골절은 불안정하며, 비수술 관리로 진행할 경우 불유합 확률이 최대 35 ~ 40%에 다다르기에 무조건 수술을 진행함.

- III형
  - 주로 CC 인대 측면에서 발생하고, AC 관절로 확장되는 관절 내부에서 골절 됨.
  - 해당 골절은 훼골 인대가 비교적 온전한 상태로 유지 되는 특성이 있음.
  - 증상은 외상 후 쇄골견봉관절염으로 변질 될 수는 있으나 비교적 안정적인 골절이라 팔자 붕대를 통해 비수술 치료 시행 후 경과관찰 진행.

- IV형
  - 주로 골격 미성숙으로 인해 발생하는 인장 골절
  - 원뿔 및 사다리꼴 인대는 그대로 유지
  - 외측 쇄골의 변위는 두꺼운 골막의 파열을 통해 발생

- V형
  - 원뿔 및 사다리꼴 인대는 그대로 유지
  - 상당한 내측 쇄골 변위

## 구조
쇄골의 형태나 배열 각도 등 이러한 요소들은 사람마다 각기 다르다고 한다. 어떤 사람은 쇄골이 평평하면서 거의 완벽한 1자에 가깝고 어떤 사람은 쇄골 말단 부위가 견봉 사이에 튀어나온 경우도 있는 등 다양한 구조로 사람마다 각기 다르게 배치 되어 있다고 한다. 쇄골은 인간이 팔을 자유롭게 움직이기 위해 가장 중요한 기능을 한다. 이는 쇄골 자체가 팔의 회전 및 가동범위에 관여를 한다는 소리이고, 그뿐만 아니라 쇄골은 어깨 너비에도 관련성이 크다고 한다. 어깨 너비를 관여하는 만큼 미적 요소도 있다.
견갑골과 견봉 그리고 상완골이 연결되어 있으며 이 구조들을 지칭하여 '어깨'라고 불린다. 쇄골은 그렇기에 몸통보단 팔쪽으로 대부분 분류가 되어 있다. 그만큼 팔과 깊은 연관이 있는 것이 쇄골이다.
앞서 서술했듯이 쇄골은 위에서 볼 땐 'S'자 형태로 되어 있고, 정면 또는 아래에서 볼 때는 거의 1자이긴 한데 살짝 휘어진 1자에 가깝다.또 쇄골은 골화과정(ossification)이 가장 빠른 뼈임에 동시에 골연화과정도 가장 빠른 뼈이기 때문이다. 즉 쇄골은 인간의 뼈에서 일어나는 골절 중 가장 빨리 회복하는 뼈라는 소리다. 다시 말해 골절이 가장 쉽게 일어나며 골절이 일어나면 회복이 빠른 편에 속한 뼈라는 뜻이다.

## 기능
- 어깨뼈와 위팔을 튼튼하게 지지하는 기능을 한다.
- 경부액와관(cervicoaxillary canal)을 보호한다.
- 위팔에서 몸통뼈대로 전달되는 충격을 흡수한다.
- 상완골을 상하좌우로 자유롭게 움직이기 위해 쇄골이 위팔을 가슴쪽으로부터 멀리 떨어져 있게 함으로써 위팔이 최대한 자유롭게 움직일 수 있다.
- 어깨 너비의 대부분을 관여하기에 쇄골이 길 수록 어깨 너비가 넓어 미적 요소에서 부각 된다.

## 기타
쇄골은 긴 뼈임에도 불구하고 다른 긴 뼈들과는 달리 뼈속질공간(골수강)이 없고 해면뼈로 이루어져 있다.
어깨방을 맞으면 쇄골 나간다는 드립이 흥하기도 한다.

## 같이 보기
- 어깨
- 견갑골
- 상완골
- 팔이음뼈
- 관절